# Can 70
Can 70 és el primer hàbitat cooperatiu sènior de Barcelona i el primer sobre sòl públic de Catalunya i de l’Estat. Està format per un grup de persones grans que treballen i lluiten per aconseguir una vellesa fora del model actual d’envelliment, apostant per l’hàbitat cooperatiu.
Es promou un envelliment actiu, entès, segons l’Organització Mundial de la Salut (OMS), com «el procés d’optimitzar les oportunitats de salut, participació i seguretat per tal de millorar la qualitat de vida de les persones a mesura que envelleixen» En aquest sentit, el model d’habitatge cooperatiu en cessió d’ús es presenta com una alternativa al paradigma actual de l’envelliment, ja que permet viure aquesta etapa de manera autogestionada i solidària. Aquest model fomenta un entorn que afavoreix l’autonomia i el benestar de les persones grans, alhora que respon a les seves necessitats i promou tant el creixement personal com el col·lectiu.
1. 1 2  «Can 70: el primer habitatge cooperatiu sènior de Barcelona». [Consulta: 26 maig 2025].
2. ↑  Petretto, Donatella Rita; Pili, Roberto; Gaviano, Luca; Matos López, Cristina; Zuddas, Carlo «Envejecimiento activo y de éxito o saludable: una breve historia de modelos conceptuales» (en castellà). Revista Española de Geriatría y Gerontología, 51, 4, 01-07-2016, pàg. 229–241. DOI: 10.1016/j.regg.2015.10.003. ISSN: 0211-139X.